# 张山 (演员)
张山（1968年3月23日—），中国演员，山东青岛人。毕业于中央戏剧学院表演系。所属单位北京电影制片厂，国家二级演员，妻子是著名演员陈佩斯的妹妹。

## 电影作品
- 《英雄郑成功》
- 《赤壁》 饰 黄盖

## 电视剧作品
- 《关公》 饰 关羽
- 《貂蟬》 饰 关羽
- 《三国演义》 饰 赵云
- 《武神趙子龍》 饰 黃忠
- 《东周列国春秋篇》 饰 楚成王
- 《东周列国战国篇》 饰 吴起
- 《亂世桃花》饰 桂花老公
- 《天下粮仓》 饰 庞旺
- 《寻秦记》（TVB） 饰 李牧
- 《大唐情史》 饰 宗将军（虚构人物）
- 《春花秋月》饰李显豪
- 《杨门女将》 饰 韩昌
- 《大英雄郑成功》 饰 郑鸿逵
- 《大明王朝惊变录》 饰 也先
- 《汉武大帝》 饰 郭解
- 《汗血宝马》 飾 邱雨濃
- 《贞观长歌》 饰 李勣
- 《聊斋》 饰 皇帝
- 《籃球火》 飾 古龙unless
- 《解放》 饰 邱清泉
- 《东方红1949》 饰 卢汉
- 《萬曆首輔張居正》 饰 黃火木
- 《洪武大案》 饰 韩铎
- 《神話》 飾 图安国王
- 《天師鍾馗之美麗傳說》 飾 雷志遠
- 《怪俠一枝梅》 飾 張豹
- 《十二生肖傳奇》 飾 黄帝
- 《秦香蓮》 飾 龐太师
- 《無心法师》 飾 大帅
- 《旋風十一人》 饰 秦父